# Suillia hispanica
Suillia hispanica är en tvåvingeart som först beskrevs av Friedrich Hermann Loew 1862.  Suillia hispanica ingår i släktet Suillia och familjen myllflugor. Inga underarter finns listade i Catalogue of Life.